# Ocimum spicatum
Ocimum spicatum là một loài thực vật có hoa trong họ Hoa môi. Loài này được Deflers mô tả khoa học đầu tiên năm 1896.